# Tomasz Biliński
Tomasz Biliński (ur. 3 stycznia 1939 we Lwowie, zm. 13 listopada 2016 w Głębokiem) – polski biolog i biochemik, profesor nauk biologicznych, nauczyciel akademicki Uniwersytetu Rzeszowskiego i Akademii Rolniczej w Lublinie.

## Życiorys
W 1961 uzyskał tytuł magistra na Uniwersytecie Warszawskim. W 1971 w Instytucie Biochemii i Biofizyki Polskiej Akademii Nauk w Warszawie otrzymał stopień naukowy doktora a w 1980 stopień naukowy doktora habilitowanego. Tytuł profesora nadano mu w 1989. Od 1994 był zatrudniony na Uniwersytecie Rzeszowskim, gdzie pełnił funkcję kierownika Katedry Biochemii i Biologii Komórki na Wydziale Biologiczno-Rolniczym. Był stypendystą Centre de Genetique Moleculaire du CNRS, Gif-sur-Yvette (1967/1968) i w Department of Chemistry na Indiana University, Bloomington, Indiana (1976/1977).
Został pochowany w grobie rodzinnym na cmentarzu Wolskim w Warszawie (kwatera 72, rząd 10, miejsce 9).